# أل وودز
أل وودز (بالإنجليزية: Al Woods)‏ هو لاعب كرة قدم أمريكية أمريكي، ولد في 25 مارس 1987 في جينينغز في الولايات المتحدة.

## وصلات خارجية
- أل وودز على موقع مرجع كرة القدم المحترفة.كوم (الإنجليزية)